# Riu Lufira
El riu Lufira és un afluent del riu Lualaba, a la República Democràtica del Congo.
El Lufira neix a l'altiplà de Katanga, al sud de Likasi. El riu va ser represat el 1926 a Mwadingusha, prop de Likasi, per formar el llac Tshangalele, un embassament per a un generador hidroelèctric que subministra energia per a la fosa de coure. Flueix cap al nord a través de les muntanyes Bia durant uns 500 km, i s'uneix al Lualaba al llac Kisale.